# Джованні Бона де Боліріс
Джованні Бона де Боліріс(1520, Котор — 1570, Котор) — поет-гуманіст, який писав латиною та італійською мовою.

## Життєпис
Джованні Бона де Боліріс народився в Которі (наразі належить Чорногорії). Навчався в Університеті Падуї, де вивчав право.
У 1551 році переїхав жити до Неаполітанського королівства. Створював поезію з іншими представниками доби Відродження. Італійською мовою написав низку сонетів, присвячених Джованні д'Арагони, герцогині Паліяно.
Джованні Бона де Боліріс помер у місті Котор у 1570 році. У 1585 році, через 13 років після його смерті, був опублікований його вірш латинською мовою на честь Котора, який він написав, живучи в Тоскані.

## Творчість
Джованні Бона де Болірі писав свої італійські та латинські вірші як Джованні Бона, Йоханнес Бона та Іоанна Бонна.
Найвідомішим його твором є "Опис міста затоки та міста Каттарог", вірш із 331 латинських екзаметрів, за допомогою яких він прославив Катар та інші місцевості казкової затоки в сучасній Чорногорії.
Робота була опублікована в Лукці, в Тоскані, у 1585 році домініканським монахом Рагузаном Серафіно Раззі, в додатку до його «Історії Раугії».
Бона де Боліріс підтримував тісні стосунки з літературними колами Італії, зокрема, з поетами, зібраними навколо двору Неаполя.
Коли Жироламо Русчеллі у 1551 році зібрав поетичні тексти для антології на честь Джованни д'Арагони, герцогині Паліяно, прекрасної наполітанської дружини Асканіо Колонни, він запропонував включити також твори Бона де Боліріс з Катара. Поет приєднався до ініціативи, був надрукований у виданій Венеції в 1554 р. збірці під заголовком «Храм Божественної леді місіс Джованні д'Арагони, зроблений найніжнішими духами і на всіх основних мовах світу» .

## Диспут
Існує суперечка про те, до якої літератури належить Джованні Бона-Болірі: до хорватської, чорногорської та сербської чи італійської літератури. Його твори були написані в італійському форматі латиною.
Сербські та хорватські історики включають письменника у власні національні літератури, змінюючи відповідно його ім'я на «Іван Болиця» та «Іван Бунич».
Сонет поета увійшов до першої італійської антології вже в 1555 році, чотирма століттями раніше.
Нещодавно відомий хорватський есеїст Слободан Просперов Новак, президент «Хорватського центру клубу перу», написав у книзі, що "« Іван Боліца залишається вічно пронумерованим у хорватській літературній історії».